# Mistrzostwa Świata w Gimnastyce Artystycznej 1971
5. Mistrzostwa Świata w Gimnastyce Artystycznej odbyły się w dniach od 10 do 11 listopada 1971 roku w Hawanie. Na pozycjach medalowych plasowały się reprezentantki czterech krajów: Bułgarii, Związku Radzieckiego, Włoch i Korei Północnej. Polski nie reprezentowały żadne zawodniczki.

## Tabela medalowa
| Miejsce | Państwo        | Złoto | Srebro | Brąz | Razem |
| ------- | -------------- | ----- | ------ | ---- | ----- |
| 1       | Bułgaria       | 4     | 2      | 2    | 8     |
| 2       | ZSRR           | 1     | 5      | 4    | 10    |
| 3       | Korea Północna | 1     | 1      | 0    | 1     |
| 4       | Włochy         | 0     | 0      | 1    | 1     |

## Medalistki
| Konkurencja:              | Złoto:             | Srebro:                                            | Brąz:                                                   |
| Układy indywidualne       |                    |                                                    |                                                         |
| wielobój indywidualnie    | Maria Gigowa       | Elena Karpuchina                                   | Alfia Nazmutdinowa                                      |
| ćwiczenia ze wstążką      | Alfia Nazmutdinowa | Elena Karpuchina                                   | Galina Szugurowa                                        |
| ćwiczenia ze skakanką     | Maria Gigowa       | Neszka Georgiewa                                   | Krassimira Filipowa Elena Karpuchina Alfia Nazmutdinowa |
| ćwiczenia z piłką         | Jo Sun-duk         | Alfia Nazmutdinowa Galina Szugurowa Choi Myong-sim |                                                         |
| ćwiczenia z obręczą       | Maria Gigowa       | Krassimira Filipowa                                | Neszka Georgiewa                                        |
| Drużynowe układy zbiorowe |                    |                                                    |                                                         |
| Konkurs drużynowy         | Bułgaria           | ZSRR                                               | Włochy                                                  |